# کتاب‌شناسی رسول جعفریان
رسول جعفریان (زادهٔ ۱۳۴۳) روحانی، مترجم، نویسنده و پژوهشگر ایرانی است که آثار فراوانی در علم تاریخ دارد. او نویسندگی را از سال ۱۳۶۴ با کتاب پیش‌درآمدی بر شناخت تاریخ اسلام آغاز کرد. وی بیش از ۹۰ عنوان کتاب تألیف کرده که بعضی از این آثار خود دارای شمارگان زیادی است؛ به عنوان مثال، از کتاب مقالات تاریخی ۲۰ جلد منتشر شده‌است.
آثار جعفریان موفق شدند افتخاراتی را نصیب خود کنند؛ برای نمونه، کتاب اطلس شیعه، برگزیده جشنواره کتاب سال جمهوری اسلامی ایران و برنده جایزه جلال آل احمد و جشنواره فارابی شد. ترجمه کتاب‌هایش به زبان‌های دیگر مثل انگلیسی، عربی و اردو نیز منتشر شده‌است.
عمده پژوهش‌های جعفریان دربارهٔ تاریخ تشیع است اما در زمینه‌هایی نظیر: تاریخ سیاسی صدر اسلام و تاریخ دوره صفوی نیز تحقیقاتی انجام داده‌است. وی دربارهٔ تاریخ حج گزاری ایرانیان نیز تحقیقات و مقالاتی را منتشر کرده‌است.

## کتاب‌ها
| کتاب‌ها                                                                            | کتاب‌ها          | کتاب‌ها                                                              | کتاب‌ها |
| --------------------------------------------------------------------------------- | --------------- | ------------------------------------------------------------------- | --- |
| عنوان                                                                             | سال انتشار      | ناشر                                                                | توضیحات |
| پیش‌درآمدی بر شناخت تاریخ اسلام                                                    | ۱۳۶۴            | در راه حق                                                           | نخستین کتاب جعفریان بود که بعدها مقدمه کتاب تاریخ سیاسی اسلام شد. |
| ذهنیت غربی در تاریخ معاصر ایران                                                   | ۱۳۶۵            | دانشگاه اصفهان، حوزه فرهنگ و معارف اسلامی                           | |
| اکذوبة تحریف القرآن                                                               | ۱۳۶۵            | بخش بین‌الملل سازمان تبلیغات اسلامی                                  | در این اثر موضوع تحریف قرآن و استناد آن به شیعه مطرح و مورد نقد و رد قرار گرفته‌است. |
| تحقیقی کوتاه پیرامون رابطه تشیع و ایران                                           | ۱۳۶۵            | اصفهان                                                              | نخستین کار جعفریان دربارهٔ تشیع بود که در پی پاسخ به این سؤال بود: آیا تشیع یک مذهب ایرانی است یا خیر؟ |
| آشنایی مقدماتی با روش تحقیق در تاریخ                                              | ۱۳۶۶            | سازمان تبلیغات اسلامی                                               | در مقدمه این کتاب به طرح مباحث مهم در تاریخ‌نگاری و نیز تاریخ‌نگاری تاریخ اسلام پرداخته شده‌است؛ مثل: «تدوین تاریخ»، «تدوین تاریخ و شیعه» |
| مروری بر زمینه‌های فکری التقاط جدید در ایران                                       | ۱۳۶۷            | سازمان تبلیغات اسلامی                                               | |
| ارزیابی مناسبات فکری شهید مطهری و دکتر علی شریعتی                                 | ۱۳۶۸            | تهران‌صدا                                                            | بهانه نگارش این کتاب، نامه‌ای بود که مطهری و بازرگان به اشتراک، در سال ۵۷ دربارهٔ افکار شریعتی دادند. آن زمان، مطهری مخالف شریعتی بود، اما فضا ایجاب می‌کرد تا به صورت معتدل هم دربارهٔ اهمیت افکار او و هم ایرادات صحبت شود.                                                                   |
| تاریخ تشیع در ایران تاریخ قرن هفتم هجری                                           | ۱۳۶۸            | سازمان تبلیغات اسلامی                                               | این کتاب پژوهشی است در باب سیر رشد و تکوین مکتب تشیع در ایران |
| مقدمه ای بر تاریخ تدوین حدیث                                                      | ۱۳۶۸            | فؤاد                                                                | |
| حیات فکری و سیاسی امامان شیعه                                                     | ۱۳۶۹            | سازمان تبلیغات اسلامی                                               | این کتاب ابتدا در دو مجلد منتشر شد. در سال ۱۳۹۱ با عنوان گزیده حیات سیاسی و فکر امامان شیعه توسط نشر معارف و به عنوان کتاب درسی دانشگاهی منتشر شد. |
| تاریخ اسلام و ایران تا پایان قرن چهارم هجری                                       | ۱۳۷۰            | آموزش و پرورش                                                       | این کتاب به عنوان کتاب درسی سال دوم آموزش متوسطه عمومی تدریس می‌شد و زمانی که نظام آموزشی دبیرستان عوض شد آن کتاب‌ها نیز تغییر کرد. |
| دین و سیاست در دوره صفوی                                                          | ۱۳۷۰            | انصاریان                                                            | این کتاب بعدها در سه جلد به عنوان صفویه در عصر دین، فرهنگ و سیاست توسط پژوهشگاه حوزه و دانشگاه منتشر شد. سپس با اضافات بسیار فراوان در دو جلد قطورتر توسط نشر علم به عنوان دین و سیاست در روزگار صفوی انتشار یافت.                                                                          |
| قصه‌خوانان در تاریخ اسلام                                                          | ۱۳۷۰            | فؤاد                                                                | مروری بر جریان قصه خوانی، ابعاد و سطور آن در تاریخ ایران و اسلام |
| نزاع سنت و تجدد                                                                   | ۱۳۷۱            | رئوف                                                                | |
| مرجئه، تاریخ و اندیشه                                                             | ۱۳۷۱            | خرم                                                                 | |
| اندیشه تفاهم مذهبی در قرن ششم و هفتم هجری                                         | ۱۳۷۱            | دفتر تبلیغات اسلامی                                                 | |
| بررسی و تحقیق در جنبش مشروطیت ایران                                               | ۱۳۷۱            | طوس                                                                 | این کتاب دربارهٔ تحصن در سفارت‌خانه انگلیس نوشته شده‌است و عنوانش دخالت انگلیس در مشروطه بود که سال ۷۱ به نام بررسی و تحقیق در جنبش مشروطیت ایران توسط انتشارات توس قم چاپ شد. |
| تاریخ گسترش تشیع در ری                                                            | ۱۳۷۱            | مشعر                                                                | بخشی از پروژه تحقیقاتی دربارهٔ تشیع که صرفاً اختصاص به شهر ری داشت و بعدها در تاریخ تشیع درج شد. |
| رساله طب الممالک                                                                  | ۱۳۷۱            | کتابخانه مرعشی                                                      | |
| جغرافیای تاریخی و انسانی شیعه در جهان اسلام                                       | ۱۳۷۱            | انصاریان                                                            | بخشی از پروژه تاریخ تشیع بود که نگاهی به جغرافیای انسانی و تاریخی شیعه داشت |
| علل برافتادن صفویان                                                               | ۱۳۷۲            | سازمان تبلیغات اسلامی                                               | این دومین مجموعه مقالات رسول جعفریان دربارهٔ صفویه بود. پیش از آن دین و سیاست در دوره صفوی را منتشر کرده بود. |
| مناسبات فرهنگی معتزله و شیعه                                                      | ۱۳۷۲            |                                                                     | مقاله‌ای بود که برای کنگره بین‌المللی شیخ مفید که در سال ۱۴۱۳ ق برگزار شد نوشته شده بود. بعدها مستقل چاپ شد. |
| نماز جمعه، زمینه‌های تاریخی و آگاهی‌های کتابشناسی                                   | ۱۳۷۲            |                                                                     | یک کتاب‌شناسی است که برای دبیرخانه ائمه جمعه انجام شده‌است. |
| تاریخ تحول دولت و خلافت از برآمدن اسلام تا برافتادن سفیانیان                      | ۱۳۷۳            | دفتر تبلیغات اسلامی                                                 | |
| رساله در شرح احوال میرزای شیرازی                                                  | ۱۳۷۳            | امیرکبیر                                                            | |
| علی بن عیسی اربلی و کشف الغمه                                                     | ۱۳۷۳            | بنیاد پژوهشهای اسلامی                                               | |
| آثار اسلامی مکه و مدینه                                                           | ۱۳۷۳            | مشعر                                                                | این کتاب برای دفتر نمایندگی ولی فقیه در سازمان حج و برای استفاده روحانیون و مدیران نوشته شد و همواره کتاب امتحانی آنان برای اعزام بود. موارد فراوانی تحقیقات خاص محلی است و تعداد قابل توجهی نیز از تصاویر آن توسط رسول جعفریان تهیه شده‌است.                                                |
| بینش غرض آفرینش، فاضل هندی                                                        | ۱۳۷۴            | انصاریان                                                            | |
| احوال و آثار بهاءالدین محمد اصفهانی                                               | ۱۳۷۴            | انصاریان                                                            | در سالی که این اثر منتشر شد، مرکزی در تخت فولاد اصفهان برای آبادی آن قبرستان ایجاد شده بود. بنا شده بود قبر فاضل هندی را هم درست کنند. جعفریان هم این شرح حال را به علاوه چند رساله دیگر از وی منتشر کرد.                                                                                   |
| تاریخ سیاسی اسلام                                                                 | ۱۳۷۴            | سازمان چاپ و انتشارات وزارت ارشاد اسلامی/ دلیل ما                   | مجموعه دو جلدی است که جلد اول آن با عنوان سیره رسول خدا در ۷۰۰ صفحه و جلد دوم آن نیز تحت عنوان سیره خلفا در ۸۲۷ صفحه به رشته تحریر درآمده. این کتاب به زبان‌های انگلیسی، عربی و اردو ترجمه شده‌است.                                                                                           |
| مقالات تاریخی (۲۰ جلد)                                                            | از ۱۳۷۵ تا ۱۳۹۰ | الهادی/ دلیل ما                                                     | ۶ جلد از این مجموعه بیست جلدی از سال ۱۳۷۵ تا سال ۱۳۷۸ توسط انتشارات الهادی و باقی جلدهای آن از سال ۱۳۸۷ تا سال ۱۳۹۰ توسط انتشارات دلیل ما منتشر شد. |
| دنباله جستجو در تاریخ تشیع در ایران                                               | ۱۳۷۵            | انصاریان                                                            | جعفریان اضافات کتاب تاریخ تشیع را تحت عنوان این کتاب منتشر کرد. |
| منابع تاریخ اسلام                                                                 | ۱۳۷۶            | انصاریان                                                            | از این کتاب سال‌ها به عنوان کتاب درسی و نیز منبع مطالعه امتحان ارشد و دکتری استفاده می‌شد. |
| شریعتی و روحانیت با چند مقاله دیگر                                                | ۱۳۷۶            | انصاریان                                                            | |
| تاریخ ایران اسلامی                                                                | ۱۳۷۷            | اندیشه معاصر                                                        | این مجموعه در چهار جلد منتشر شد. جلد اول آن از پیدایش اسلام تا ایران اسلامی، جلد دوم از ابتدای حکومت طاهریان تا پایان حکومت خوارزمشاهیان، جلد سوم از یورش مغولان تا زوال ترکمانان و چلد چهارم دربارهٔ حکومت صفویه (از پیدایش تا زوال) است.                                                   |
| نقش خاندان کرکی در تأسیس و تداوم دولت صفوی                                        | ۱۳۷۸            | علم                                                                 | |
| بست‌نشینی مشروطه خواهان در سفارت انگلیس                                            | ۱۳۷۸            | مؤسسه مطالعات تاریخ معاصر ایران                                     | کتابی است پیرامون بررسی تحولات یک‌ماهه تحصن مشروطه‌خواهان در سفارت انگلیس در جمادی‌الاولی و جمادی‌الثانی سال ۱۳۲۴ق |
| تحلیلی از تحولات فکری و سیاسی پس از رسول خدا                                      | ۱۳۷۹            | نهاد نمایندگی مقام معظم رهبری در دانشگاه‌ها                          | متن چند سخنرانی جعفریان دربارهٔ چرایی به امامت نرسیدن علی بن ابی طالب پس از درگذشت محمد بن عبدالله |
| فضائل علی بن ابی‌طالب و الولایه                                                    | ۱۳۷۹            | دلیل                                                                | تلخیصی از اصل کتاب که توسط ذهبی انجام شده |
| جامعه شیعه نخاوله در مدینه منوره                                                  | ۱۳۷۹            | دلیل                                                                | |
| صفویه در عرصه دین، فرهنگ و سیاست                                                  | ۱۳۷۹            | پژوهشگاه حوزه و دانشگاه                                             | اساس این کتاب، کتاب دین و سیاست در دوره صفوی، و علل برافتادن صفویان است. |
| تاریخ و سیره سیاسی امیر مؤمنان علی بن ابی‌طالب                                     | ۱۳۸۰            | دلیل                                                                | بخش «امام علی» از کتاب تاریخ سیاسی اسلام دوره خلفا، به علاوه چندین مقاله دیگر دربارهٔ علی بن ابی طالب در این کتاب آمده‌است. |
| رسائل حجابیه                                                                      | ۱۳۸۰            | دلیل                                                                | مشتمل بر ۳۳ رساله و چند گفتار که در دو جلد منتشر شده |
| تأملی در نهضت عاشورا                                                              | ۱۳۸۰            | انصاریان                                                            | بخش «امام حسین» از کتاب تاریخ سیاسی اسلام، به علاوه مقالاتی که بعدها رسول جعفریان نوشته، در این اثر آمده‌است. بعدها چاپ جدید آن با اصلاحات و اضافات توسط نشر علم منتشر شده‌است. |
| سلطان محمد خدابنده «الجایتو» و تشیع امامی در ایران                                | ۱۳۸۰            | کتابخانه تخصصی تاریخ اسلام و ایران                                  | این کتاب بخشی از پروژه تاریخ تشیع جعفریان بود؛ چراکه الجایتو، نخستین شاه رسمی ایران بود که مذهب امامی را پذیرفت. |
| جریان‌ها و جنبش‌های مذهبی سیاسی سال‌های ۱۳۲۰ تا ۱۳۵۷ش                                | ۱۳۸۰            | پژوهشگاه علوم اسلامی / مرکز اسناد انقلاب اسلامی/ خانه کتاب/ نشر علم | مهم‌ترین ویژگی این کتاب این است که بیشتر به تاریخ فرهنگی این دوره پرداخته می‌شود تا تاریخ سیاسی |
| مروری بر نقش علما در انقلاب مشروطیت ایران                                         | ۱۳۸۱            | ستاد نمایندگی ولی فقیه در سپاه                                      | |
| حاج مهدی سراج انصاری، ستاره‌ای درخشان در مطبوعات دینی                              | ۱۳۸۲            | تهران                                                               | |
| اسدالله خرقانی، روحانی نوگرای روزگار مشروطه                                       | ۱۳۸۲            | مرکز اسناد انقلاب اسلامی                                            | |
| تاریخ تشیع در جرجان و استرآباد                                                    | ۱۳۸۳            | پژوهشهای آستان قدس رضوی                                             | این جزء پروژه تاریخ تشیع بود که مستقل چاپ و بعدها در تاریخ تشیع درج شد. |
| کاوش‌های تازه در باب روزگار صفوی                                                   | ۱۳۸۳            | مرکز مطالعات و تحقیقات ادیان و مذاهب                                | مجموعه‌ای از مقالات دربارهٔ صفویه که در میان نگارش علل برافتادن صفویان و صفویه در عرصه دین و… منتشر شد و بعدها در این سه جلد درج گردید. |
| داستان حجاب در ایران پیش از انقلاب                                                | ۱۳۸۳            | مرکز اسناد انقلاب اسلامی                                            | این کتاب گزارشی است از مجموعه مسائلی که دربارهٔ حجاب قبل از انقلاب پیش آمده بود. |
| خورشید جی                                                                         | ۱۳۸۴            | شورای شهر خوراسگان                                                  | مجموعه مقالات دربارهٔ منطقه جی |
| درک شهری از مشروطه مقایسه حوزه مشروطه‌خواهی تبریز و اصفهان                         | ۱۳۸۵            | مؤسسه مطالعات تاریخ معاصر ایران                                     | اصل این کتاب، مقاله‌ای بود با همین نام برای برگزاری صدمین سال مشروطه در دانشگاه کمبریج که جعفریان هم شرکت سخنرانی کرد. بعدها به صورت یک کتاب درآمد. علاوه بر آن چندین مقاله دیگر هم در این کتاب ضمیمه شد.                                                                                    |
| حواشی بر کتاب «تشیع» از هاینس هالم                                                | ۱۳۸۵            | مرکز ادیان                                                          | |
| سیری در سیره نبوی                                                                 | ۱۳۸۵            | تعاونی ناشران                                                       | بخش نخست کتاب تاریخ ایران اسلامی، چهار جلدی بود که به صورت مستقل و برای عرضه در نمایشگاه کتاب منتشر شد. |
| بازخوانی نهضت مشروطیت                                                             | ۱۳۸۶            | مطهر                                                                | این کتاب برگرفته از سخنرانی‌های جعفریان دربارهٔ مشروطه است. |
| تشیع در عراق، مرجعیت و ایران                                                      | ۱۳۸۶            | مؤسسه مطالعات تاریخ معاصر ایران                                     | در بحبوجه حمله آمریکا به عراق و روی کار آمدن دولت جدید، این کتاب تألیف شد. (پیشینه تشیع در عراق، مرجعیت در دهه‌های اخیر و تحولات سال‌های ۲۰۰۳) |
| اطلس شیعه                                                                         | ۱۳۸۷            | سازمان جغرافیایی ارتش جمهوری اسلامی                                 | این اثر به جهت توصیه سید علی خامنه‌ای و به سفارش سازمان جغرافیایی نیروهای مسلح گردآوری شده‌است. هدف اصلی این اثر ارائه تصویری جغرافیایی-تاریخی از شیعه در طول تاریخ اسلام از آغاز تا به امروز است.                                                                                            |
| مهدیان دروغین                                                                     | ۱۳۹۱            | علم                                                                 | |
| گزیده حیات سیاسی فکری امامان شیعه                                                 | ۱۳۹۱            | نشر معارف                                                           | به جهت تدریس در دانشگاه‌ها خلاصه شده |
| نظریه اتصال دولت صفویه با دولت صاحب الزمان                                        | ۱۳۹۱            | علم                                                                 | این کتاب دو بخش دارد، بخش اول نمونه‌های تاریخی از اظهار نظرهایی که دربارهٔ اتصال دولت صفوی با دولت مهدی (امام دوازدهم شیعیان) و بخش دوم رساله شرح حدیث دولتنا از دوره شاه طهماسب که ضمن آن خواسته‌است بگوید دولت طهماسب به مهدی متصل خواهد شد.                                                 |
| نگار و نگاره                                                                      | ۱۳۹۲            | علم                                                                 | |
| مقالات و رسالات تاریخی (۱۰ جلد)                                                   | از ۱۳۹۲ تا ۱۴۰۰ | علم                                                                 | در هر یک از جلدهای این مجموعه، مقالات و رسالات تاریخی متعددی تألیف شده‌است. |
| جامع‌المقدمات                                                                      | ۱۳۹۲            | علم                                                                 | دربردارنده ۲۷۷ مقدمه بر کتاب‌هایی که توسط مجلس چاپ شد |
| مقالاتی دربارهٔ مفهوم علم در تمدن اسلامی                                           | ۱۳۹۳            | علم                                                                 | این کتاب حاصل مقالاتی است که جعفریان از سال ۹۰ تا سال ۹۳ نوشته‌است. |
| مناظره مسلمان و مسیحی                                                             | ۱۳۹۴            | علم                                                                 | نقد کتاب مشکات صدق |
| مکاتبات دوستانه استاد دکتر سید حسین مدرسی طباطبائی و رسول جعفریان                 | ۱۳۹۴            | مورخ                                                                | مجموعه‌ای از ایمیل‌هایی است که طی ده سال از ۲۰۰۵ تا ۲۰۱۵ به یکدیگر ارسال کردند. |
| کلک و کتاب                                                                        | ۱۳۹۴            | مورخ                                                                | مجموعه‌ای از یاداشت‌ها، گفتگوها و مطالبی است که جعفریان در طول چهار سال ریاست کتابخانه مجلس نوشت. |
| تاریخ خلفا و مقتل امام حسین                                                       | ۱۳۹۳            | علم                                                                 | یک متن داستانی از تاریخ صدر اسلام و حسین بن علی |
| تاریخ تشیع در ایران از آغاز تا پایان قرن نهم هجری                                 | ۱۳۹۵            | علم                                                                 | این مجموعه دو جلدی است. |
| از دربند تا قطیف                                                                  | ۱۳۹۵            | علم                                                                 | گزارشی از مباحثات اسلامی، مسیحی دوره صفوی و قاجار |
| تاریخ قزلباشان صفوی در چند متن تاریخی ـ مذهبی دوره عثمانی                         | ۱۳۹۶            | مورخ                                                                | در این کتاب گزارش چندین متن تازه یاب دربارهٔ صفویان آمده‌است. دو مورد آن، دو رساله خطی است که دربارهٔ قزلباشان نوشته شده، و زاویه دید آنها، نقد قزلباشان از لحاظ مذهبی و ضمناً بیان ریشه‌های تاریخی آنهاست. در ادامه تاریخ صفویه، از روی چندین متن از تواریخ عربی قرن دهم و یازدهم گزارش شده‌است، |
| کاربرد داستان ـ تاریخ در تبلیغات مذهبی مازندران قرن نهم هجری همراه                | ۱۳۹۷            | مورخ                                                                | |
| تجربه ای از گفتمان علمی ـ دینی در دانش کائنات الجو یا پدیده‌های جوی در تمدن اسلامی | ۱۳۹۷            | مورخ                                                                | این کتاب سعی کرده‌است جوانبی از این بحث را با عنوان تجربه‌ای از گفتمان علمی – دینی در دانش پدیده‌های جوی یا همان کائنات الجو در اختیار علاقه‌مندان به جریان اسلامی کردن علوم قرار دهد. |
| سیر تحول مفهم علم در متون حدیثی، ادبی، کلامی و فلسفی                              | ۱۳۹۸            | مورخ                                                                | |
| از شیطان تا میکروب                                                                | ۱۳۹۸            | مورخ                                                                | این کتاب را می‌توان به دو بخش کلی تقسیم کرد؛ بخش اول مقدمه ای مشروح است با عنوان «عقب ماندگی درمانی در سایه حفظ الصحه اسلامی» و بخش دوم کتاب شامل پنج متن در حوزه «حفظ الصحه اسلامی» است. |
| ملا آقای دربندی و مقتل نگاری                                                      | ۱۳۹۸            | مورخ                                                                | این کتاب به شرح زندگی و آرای ملا آقای دربندی اختصاص دارد. |
| محمدتقی دانش‌پژوه در دانشگاه تهران                                                 | ۱۳۹۸            | مورخ                                                                | با برگزاری مراسم بزرگداشت محمّدتقی دانش‌پژوه از این کتاب رونمایی شد. |
| علی‌اکبر حکمی‌زاده در چهار پرده                                                     | ۱۳۹۸            | مورخ                                                                | |
| هیچوقت علم را جدی نگرفته‌ایم                                                       | ۱۳۹۹            | پژوهشکده مطالعات فرهنگی و اجتماعی وزارت علوم                        | مجموعه‌ای از ده سال یادداشت‌های رسول جعفریان دربارهٔ علم و حواشی آن در این کتاب جمع‌آوری شده‌است. |
| بر بال ملائک                                                                      | ۱۳۹۹            | علم                                                                 | شامل ۲۹ مقاله در حوزه حج و زیارت |

## سفرنامه‌ها
| ردیف | عنوان                            | سال انتشار | ناشر                        | توضیحات | منابع   |
| ۱    | با کاروان ابراهیم                | ۱۳۷۱       | مشعر                        | گزارشی از حج سال ۱۳۷۱ رسول جعفریان است. | [ ۹۵ ]  |
| ۲    | با کاروان عشق                    | ۱۳۷۲       | مشعر                        | گزارشی از حج سال ۱۳۷۲ رسول جعفریان است. | [ ۹۶ ]  |
| ۳    | به سوی ام‌القری (چهار سفرنامه حج) | ۱۳۷۳       | مشعر                        | این نخستین مجموعه سفرنامه‌ای بود که جعفریان چاپ کرد. اولین آن سفرها از وی بود که به ضمیمه سه سفرنامه دیگر که حجم بالایی هم داشتند، منتشر گردید. | [ ۲۷ ]  |
| ۴    | سفرنامه مکه سال ۱۳۷۵             | ۱۳۷۵       | میراث اسلامی                | گزارشی از حج سال ۱۳۷۵ رسول جعفریان است. | [ ۹۷ ]  |
| ۵    | با کاروان صفا                    | ۱۳۸۲       | مشعر                        | گزارشی از حج سال ۱۳۸۲ رسول جعفریان است. | [ ۹۸ ]  |
| ۶    | راه حج                           | ۱۳۸۹       | سازمان جغرافیایی وزارت دفاع | این اثر دربارهٔ راه حج بر اساس سفرنامه‌هایی بود که جعفریان قبلاً تألیف کرده بود. راه‌های مختلف، دریایی و خشکی. عراق، مسیر استانبول، هند و …        | [ ۹۹ ]  |
| ۷    | پنجاه سفرنامه حج قاجاری          | ۱۳۹۳       | علم                         | مجموعه هشت جلدی است که دربارهٔ حج گزاری ایرانیان در دوره قاجاری منتشر شده‌است.                                                                   | [ ۱۱ ]  |
| ۸    | یاد یار و دیار                   | ۱۳۹۳       | مورخ                        | مجموعه بیست سفرنامه به عربستان است که نوزده مورد آن برای عمره و حج بوده‌است.                                                                    | [ ۱۰۰ ] |

## ترجمه‌ها
| ردیف | عنوان                                            | سال انتشار | ناشر                               | نویسنده                         | منابع   |
| ۱    | تاریخ مکه                                        | ۱۳۸۵       | مشعر                               | احمد السباعی                    | [ ۱۰۱ ] |
| ۲    | تحفه الحرمین                                     | ۱۳۸۳       | میقات                              | یوسف نابی                       | [ ۱۰۱ ] |
| ۳    | تشیع در اندلس                                    | ۱۳۷۶       | انصاریان                           | محمود محمد مکی عزالدین عمر موسی | [ ۱۰۲ ] |
| ۴    | دولت عثمانی از اقتدار تا انحلال                  | ۱۳۷۹       | دفتر همکاری حوزه و دانشگاه         | اسماعیل احمد یاغی               | [ ۱۰۳ ] |
| ۵    | رقابت عباسیان و فاطمیان در سیادت بر حرمین شریفین | ۱۳۸۵       | مشعر                               | سلیمان الخرابشه                 | [ ۱۰۴ ] |
| ۶    | کتابخانه ابن طاووس                               | ۱۳۷۱       | کتابخانه مرعشی                     | اتان گلبرگ                      | [ ۱۰۵ ] |
| ۷    | میراث مکتوب شیعه از سه قرن نخستین هجری           | ۱۳۸۳       | کتابخانه تخصصی تاریخ اسلام و ایران | حسین مدرسی طباطبائی             | [ ۱۰۶ ] |